# Jassans-Riottier
Jassans-Riottier és un municipi francès situat al departament de l'Ain i a la regió d'Alvèrnia-Roine-Alps. L'any 2007 tenia 5.903 habitants.

## Demografia

### Població
El 2007 la població de fet de Jassans-Riottier era de 5.903 persones. Hi havia 2.251 famílies de les quals 546 eren unipersonals (227 homes vivint sols i 319 dones vivint soles), 596 parelles sense fills, 878 parelles amb fills i 231 famílies monoparentals amb fills.
La població ha evolucionat segons el següent gràfic:
Habitants censats

### Habitatges
El 2007 hi havia 2.318 habitatges, 2.257 eren l'habitatge principal de la família, 10 eren segones residències i 51 estaven desocupats. 1.408 eren cases i 896 eren apartaments. Dels 2.257 habitatges principals, 1.284 estaven ocupats pels seus propietaris, 955 estaven llogats i ocupats pels llogaters i 18 estaven cedits a títol gratuït; 68 tenien una cambra, 161 en tenien dues, 428 en tenien tres, 687 en tenien quatre i 913 en tenien cinc o més. 1.711 habitatges disposaven pel capbaix d'una plaça de pàrquing. A 985 habitatges hi havia un automòbil i a 992 n'hi havia dos o més.

### Piràmide de població
La piràmide de població per edats i sexe el 2009 era:
| Homes | Edats   | Dones |
| ----- | ------- | ----- |
| 4     | 95 o +  | 8     |
| 4     | 90 a 94 | 8     |
| 12    | 85 a 89 | 28    |
| 24    | 80 a 84 | 48    |
| 44    | 75 a 79 | 80    |
| 40    | 70 a 74 | 72    |
| 116   | 65 a 69 | 120   |
| 96    | 60 a 64 | 108   |
| 112   | 55 a 59 | 140   |
| 192   | 50 a 54 | 164   |
| 196   | 45 a 49 | 216   |
| 180   | 40 a 44 | 240   |
| 232   | 35 a 39 | 172   |
| 184   | 30 a 34 | 184   |
| 168   | 25 a 29 | 168   |
| 136   | 20 a 24 | 228   |
| 248   | 15 a 19 | 212   |
| 260   | 10 a 14 | 160   |
| 236   | 5 a 9   | 152   |
| 168   | 0 a 4   | 160   |

## Economia
El 2007 la població en edat de treballar era de 3.816 persones, 2.882 eren actives i 934 eren inactives. De les 2.882 persones actives 2.589 estaven ocupades (1.406 homes i 1.183 dones) i 292 estaven aturades (132 homes i 160 dones). De les 934 persones inactives 278 estaven jubilades, 358 estaven estudiant i 298 estaven classificades com a «altres inactius».

### Ingressos
El 2009 a Jassans-Riottier hi havia 2.248 unitats fiscals que integraven 5.768 persones, la mediana anual d'ingressos fiscals per persona era de 19.486,5 €.

### Activitats econòmiques
Dels 280 establiments que hi havia el 2007, 5 eren d'empreses extractives, 8 d'empreses alimentàries, 5 d'empreses de fabricació de material elèctric, 1 d'una empresa de fabricació d'elements pel transport, 15 d'empreses de fabricació d'altres productes industrials, 47 d'empreses de construcció, 51 d'empreses de comerç i reparació d'automòbils, 11 d'empreses de transport, 14 d'empreses d'hostatgeria i restauració, 5 d'empreses d'informació i comunicació, 12 d'empreses financeres, 17 d'empreses immobiliàries, 35 d'empreses de serveis, 38 d'entitats de l'administració pública i 16 d'empreses classificades com a «altres activitats de serveis».
Dels 79 establiments de servei als particulars que hi havia el 2009, 1 era una oficina de correu, 4 oficines bancàries, 1 funerària, 7 tallers de reparació d'automòbils i de material agrícola, 1 autoescola, 4 paletes, 16 guixaires pintors, 6 fusteries, 8 lampisteries, 5 electricistes, 2 empreses de construcció, 5 perruqueries, 2 veterinaris, 8 restaurants, 3 agències immobiliàries, 2 tintoreries i 4 salons de bellesa.
Dels 18 establiments comercials que hi havia el 2009, 2 eren supermercats, 5 fleques, 2 carnisseries, 2 llibreries, 1 una llibreria, 1 una sabateria, 1 una botiga de material de revestiment de parets i terra, 1 un drogueria, 1 una perfumeria i 2 floristeries.
L'any 2000 a Jassans-Riottier hi havia 7 explotacions agrícoles que ocupaven un total de 208 hectàrees.

## Equipaments sanitaris i escolars
El 2009 hi havia 1 hospital de tractaments de mitja durada (seguiment i rehabilitació) i 2 farmàcies.
El 2009 hi havia 2 escoles maternals i 2 escoles elementals. Jassans-Riottier disposava d'un col·legi d'educació secundària amb 735 alumnes.

## Poblacions més properes
El següent diagrama mostra les poblacions més properes.